# Agostino Pinelli Luciani
Agostino Pinelli Luciani (Génova, 1537 – Génova, 1620) foi o 88.º doge da República de Génova.

## Biografia
Pertencia à chamada "velha" nobreza e aos 72 anos foi eleito para o cargo de Doge nas eleições de 1 de abril de 1609, sendo o quadragésimo terceiro na sucessão bienal e o octogésimo oitavo na história republicana. O seu mandato, inicialmente incerto, foi de administração comum e tranquilidade, e terminou a 2 de abril de 1611.